# Simon Sears
Simon Sears (Roskilde, 25 de janeiro de 1984) é um ator dinamarquês.

## Biografia
Sears nasceu em Roskilde, filho de pai italiano e mãe dinamarquesa. Ele foi criado na cidade de Solrød Strand e tem dois irmãos mais velhos. Quando mais jovem, se interessou por dança. Depois mudou-se para Hjørring. Sears ingressou na Escola Nacional Dinamarquesa de Artes Cênicas em Copenhague, graduando-se em 2014.

## Carreira
Em 2015, Sears estreou no teatro em Koks i kulissen, Cabaret e Ødipus Laboratoriet no Royal Danish Theatre e Visen om sidsel no Grønnegårds Teatret. Estrelou o seu primeiro filme, 9. april, ao lado de Pilou Asbæk. No ano seguinte, ele recebeu o Prêmio Talento Reumert por seu papel na produção Sidst på dagen er vi alle mennesker de 2016 com a companhia Mammutteatret. Fez sua estréia na televisão com um papel secundário na série Bedrag do canal DR.
Em 2017, Sears estrelou o filme Vinterbrødre, ganhando indicações ao Prêmio Bodil e ao Prêmio Robert. Ele estrelou ao lado de Lars Mikkelsen a série de drama Herrens veje, um papel pelo qual ele foi duas vezes indicado ao Prêmio Robert de Melhor Ator Coadjuvante.
Em outubro de 2019, foi anunciado que ele interpretaria Ivan na série Shadow and Bone da Netflix, uma adaptação da série de livros de fantasia de Leigh Bardugo. A série estreou em 2021.

## Vida pessoal
Sears mora em Copenhagen com sua esposa, Ingibjörg Skúladóttir, e seus dois filhos. Seu primeiro filho, Skúli Leví, nasceu em 2016. O segundo nasceu em 2019.

## Filmografia

### Cinema
| Ano  | Título          | Papel        | Nota(s)                                 |
| ---- | --------------- | ------------ | --------------------------------------- |
| 2009 | Northern Lights | Simon        | Curta-metragem                          |
| 2015 | 9. april        | Kaptajn Holm |                                         |
| 2017 | Vinterbrødre    | Johan        |                                         |
| 2019 | Undtagelsen     | Rasmus       | Baseado no livro de Christian Jungersen |
| 2020 | Shorta          | Jens Høyer   |                                         |

### Televisão
| Ano           | Título          | Papel             | Nota(s)                       |
| ------------- | --------------- | ----------------- | ----------------------------- |
| 2016          | Bedrag          | Tobias            | 3 episódios                   |
| 2017–presente | Herrens veje    | Christian Krogh   |                               |
| 2021          | Shadow and Bone | Ivan              | 7 episódios; papel recorrente |
| 2022          | Baby Fever      | Matthias          | 6 episódios                   |
| 2022          | The Kingdom     |                   | 1 episódio                    |
| 2022          | Baby Fever      | Matthias          | 6 episódios                   |
| 2023          | Den Som Dræber  | Frederik Havgaard | 8 episódios                   |